# Savana e praterie del fiume Fly
La savana e praterie del fiume Fly è un'ecoregione di pianura che si estende lungo la costa meridionale della Nuova Guinea, sia sul versante indonesiano che su quello papuano. Caratterizzate da un clima monsonico e dalla presenza di una stagione secca, queste distese erbose differiscono alquanto dalla foresta pluviale tropicale che ricopre la maggior parte dell'isola e somigliano molto al paesaggio dell'Australia settentrionale, situata poco a sud.
L'ecoregione deve il nome al fiume che la attraversa.

## Storia
Forse già nel XVI secolo i mercanti di Makassar, Seram e di altre zone dell'Indonesia commerciavano con i nativi della costa della regione. Sebbene i contatti commerciali tra i mercanti del Sud-est asiatico e i nativi diventassero sempre più rari col passare del tempo, nella regione vi fu una presenza continua di commercianti fino agli anni '70 del XIX secolo. Attraverso questo commercio, molte tribù indigene riuscirono a impadronirsi di strumenti di ferro già prima che giungessero nella zona i primi missionari europei alla fine del XIX secolo.

## Flora
La maggior parte del territorio è ricoperta da praterie e savane, anche se sono presenti zone di foresta sempreverde secca di Eucalyptus, Albizia e Melaleuca. I diversi habitat della regione sono influenzati da fattori quali le precipitazioni stagionali, la topografia locale, il drenaggio delle acque e gli incendi regolari appiccati delle popolazioni locali alla fine della stagione secca. Nelle aree che subiscono inondazioni durante la stagione delle piogge predomina la foresta di Melaleuca. Nelle zone dove la savana confina con le foreste adiacenti crescono boschetti di bambù del genere Schizostachyum.

## Fauna
Sebbene le praterie non siano ricche di fauna selvatica come le foreste pluviali della Nuova Guinea, ospitano numerose specie endemiche. Tra i mammiferi ricordiamo il planigale della Nuova Guinea (Planigale novaeguineae), il dasiuro bronzeo (Dasyurus spartacus), il canguro lepre dagli occhiali (Lagorchestes conspicillatus) e il tilogale della Nuova Guinea (Thylogale brunii), tra gli uccelli il forapaglie codone di D'Albertis (Poodytes albolimbatus) e il kookaburra ornato (Dacelo tyro), un famoso parente del martin pescatore che si nutre di roditori e rettili piuttosto che di pesci. L'area ospita un numero consistente di rettili e anfibi, tra cui la peculiare tartaruga muso di porco (Carettochelys insculpta).

## Conservazione

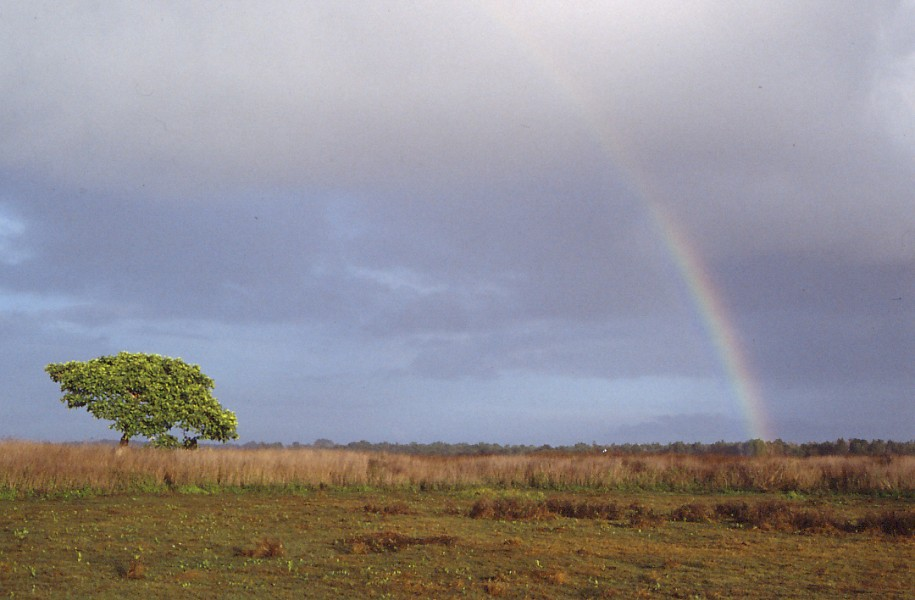
Veduta del parco nazionale di Wasur (Indonesia).

È un'area remota con una popolazione tribale numerosa ma molto localizzata. La maggior parte degli habitat è intatta, anche se la fauna selvatica è vulnerabile alla raccolta, alla caccia e ai danni causati dal disboscamento, sia per raccogliere legname che per fare spazio a nuovi terreni agricoli, soprattutto da parte della gente migrata nell'area sul versante indonesiano. Le distese erbose vengono modificate anche dal pascolare di una specie introdotta, il sambar dalla criniera (Rusa timorensis). Un terzo della regione ricade all'interno di aree protette, in particolare del grande parco nazionale di Wasur sulla costa del versante indonesiano e nell'adiacente area di gestione della fauna di Tonda al di là del confine, nella Papua Nuova Guinea.